# Juan Bautista de Iturralde
Juan Bautista de Iturralde y Gamio  (Arizcun, Navarra, 28 de octubre de 1674-Madrid, 20 de enero de 1741) fue un hacendista y político español. También fue el I marqués de Murillo el Cuende.

## Biografía
Nació el 28 de octubre de 1674 en el lugar de Arizcun, del valle de Baztán, solar de una familia de antiguo arraigo. Era hijo del matrimonio en segundas nupcias de Pedro de Iturralde con María de Gamio. Fue bautizado en la iglesia parroquial de San Juan Bautista. Del primer matrimonio paterno hubo dos hijos, Pedro y Graciana. El primero falleció joven y la segunda, que casaría con Pedro de Astrearena, heredó la casa. Así pues, por su condición de segundón, Juan Bautista no estaba llamado a heredar las tierras familiares. Ante esto —y la prohibición de que se hiciesen nuevas casas en el valle— le impulsó a buscar fortuna en Madrid.
El 1 de enero de 1699 ya figuraba en la corte como tesorero de los Gastos Secretos del rey Carlos II, sin duda por recomendación de su paisano Goyeneche, su predecesor en el cargo. En 1701 formaba parte de la Congregación de San Fermín de los Navarros.
Amasó una inmensa fortuna como asentista de Felipe V durante la Guerra de Sucesión, y como arrendatario de rentas reales. En 1725 el rey le consignó sus rentas del reino de Granada en garantía de un capital de dieciocho millones de reales que le había anticipado. Iturralde retuvo esta regalía durante treinta y cuatro años.
Considerando su fama de hombre de negocios y su larga relación económica con la Real Hacienda, el citado rey le nombró Gobernador de este Consejo y Tribunal; en 1739 le confió la Secretaría de Estado y del Despacho de Hacienda, de nueva creación, y ese mismo año le concedió el título de marqués de Murillo el Cuende. Su gestión al frente de la Real Hacienda no fue la esperable, haciendo que el rey lo reemplazase el 13 de enero de 1740 por Fernando Verdes Montenegro.
Se casó con Manuela Munárriz y Aramburu, natural de Alcalá de Henares, hija de Benito Munárriz e Iturralde y de María de Aramburu. No hubo descendientes de este matrimonio. En 1741, por muerte del titular, y a designación suya según estipuló en su testamento, le sucedió su sobrinoPedro Lorenzo de Astrearena e Iturralde (Arízcun, 1703-1787) como II marqués de Murillo de Cuende. Pedro Lorenzo era hijo de Graciana y Pedro Astrearena. 